# Péninsule Courbet
Pour les articles homonymes, voir Courbet.
La péninsule Courbet forme la partie nord-est de la grande Terre, l'île principale de l'archipel des Kerguelen, dans les Terres australes et antarctiques françaises. Couvrant environ 1 400 km2, elle est la plus vaste péninsule de l'île. La station permanente de Port-aux-Français y est implantée sur la côte sud.

## Toponymie

Carte du nord des îles Kerguelen dressée par l'expédition allemande de 1874-1875 de La Gazelle, où figure une partie de la péninsule Courbet, sous l'appellation de Observations Halbinsel

Le nom de cette péninsule, qui fait référence à l'amiral Amédée Courbet (1827-1885), lui a été attribué en 1915 par le service hydrographique de la Marine pour remplacer le nom allemand de « Observations Halbinsel » (la péninsule de l'Observation) donné par l'expédition allemande venue observer le passage de Vénus devant le Soleil en 1874.

## Topographie
La péninsule Courbet est baignée au sud par le golfe du Morbihan, au nord par le golfe des Baleiniers. À l'est, elle fait face à l'immensité ouverte de l'océan Indien. À l'ouest, l'isthme du Lac, large d'environ 5 km entre l'anse de St-Malo et Port Kirk, marque la limite avec le reste de la Grande Terre.
Dans sa plus grande longueur, la péninsule Courbet s'étire sur environ 58 km, de l'isthme du Lac au cap Digby alors que dans l'axe perpendiculaire, près de 45 km séparent le cap Cotter des falaises de la presqu'île du Prince de Galles.
Deux régions très contrastées caractérisent la péninsule Courbet :
- à l'ouest, une région très montagneuse qui culmine à 979 m au mont Crozier ;
- à l'est, une grande étendue de plaines et de modestes collines.

### Région ouest

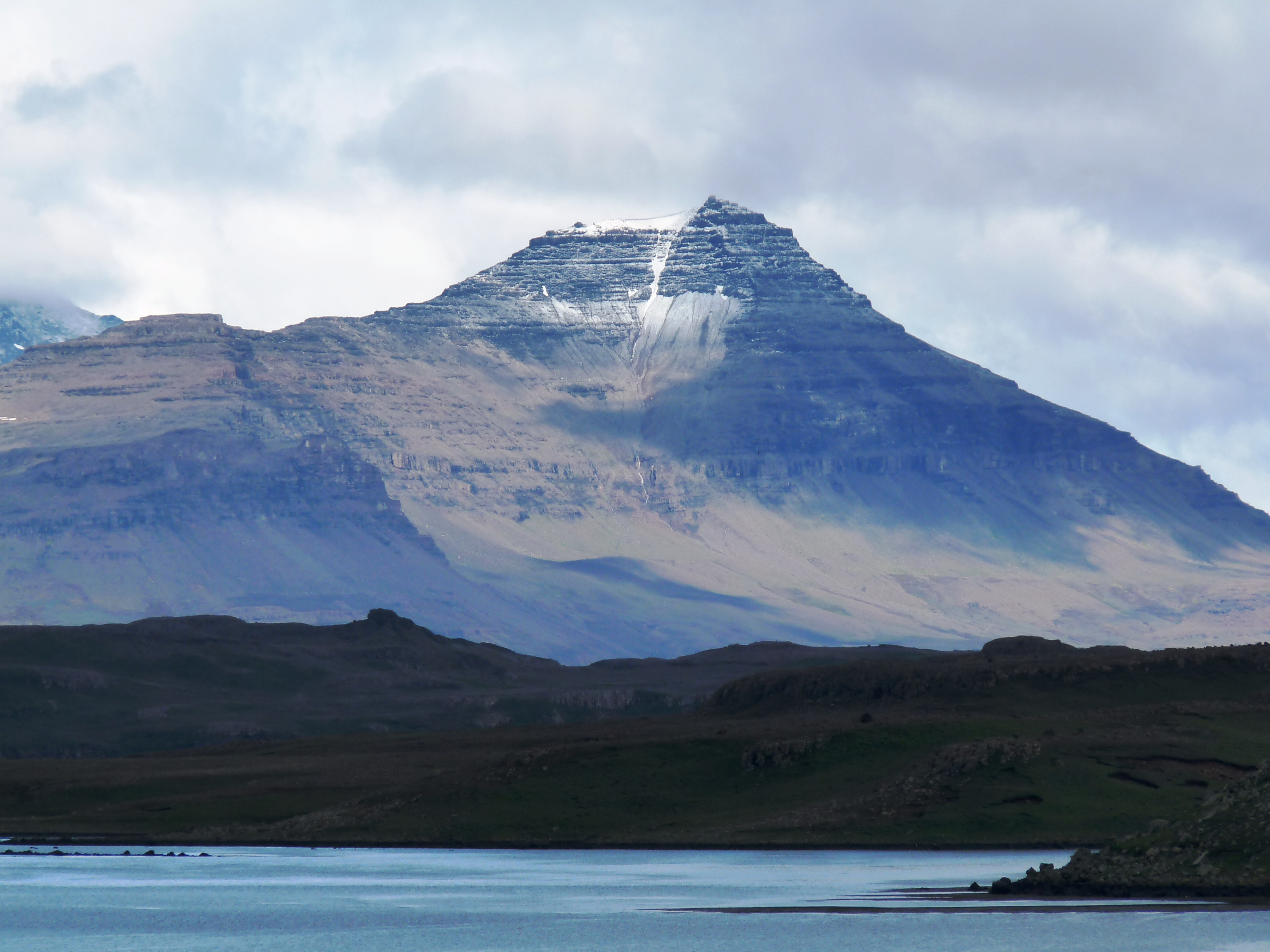
Le mont Trapèze (807 m), l'un des sommets de la péninsule.

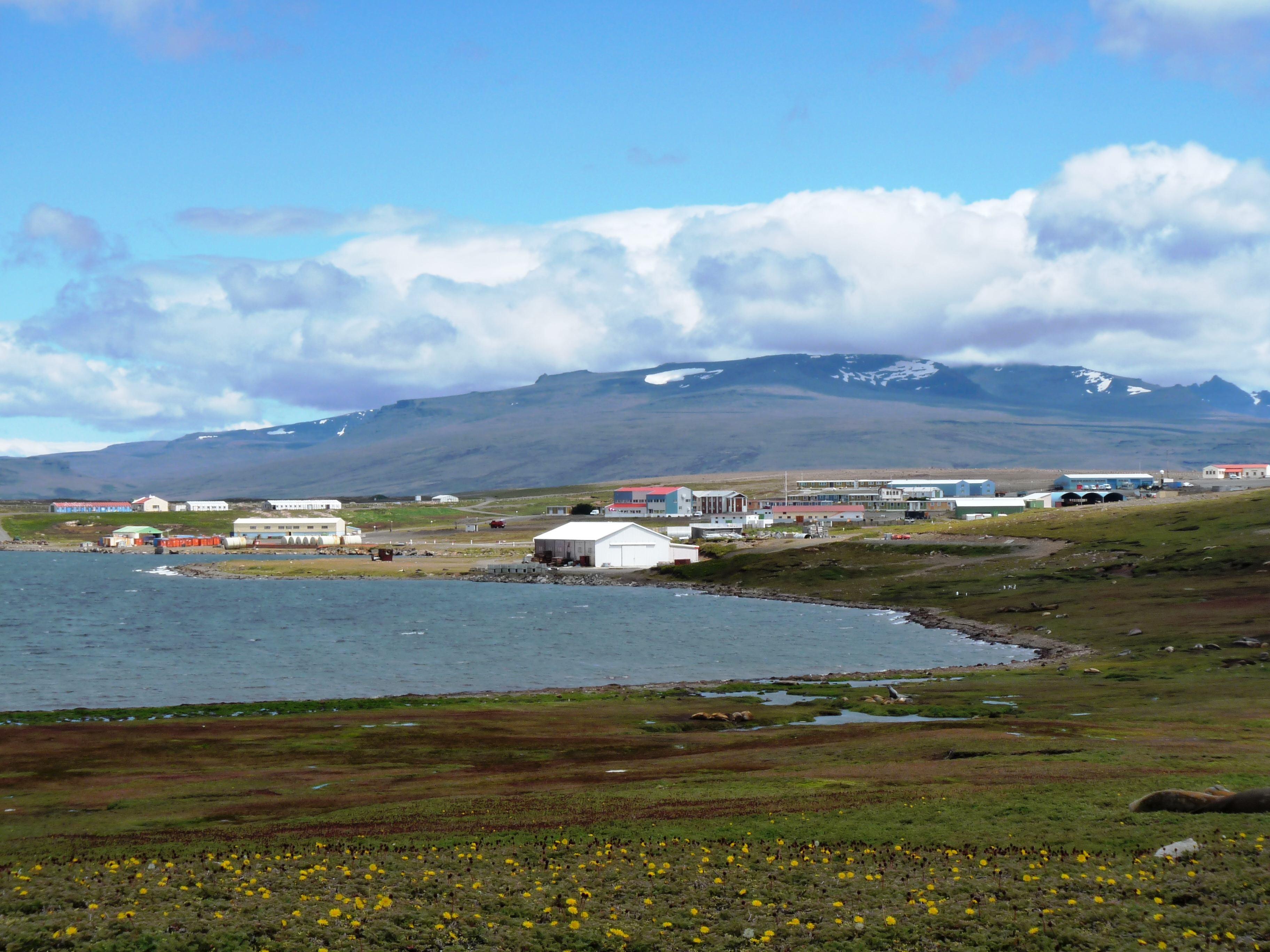
La station de Port-aux-Français avec à l'arrière-plan les pentes du mont Crozier.

Les montagnes de l'ouest étaient flanquées, jusqu'au milieu du XXe siècle, de petits glaciers permanents qui ont tous aujourd'hui entièrement fondu. Elles comptent plusieurs sommets remarquables aux versants souvent très escarpés. Outre le mont Crozier, on peut citer les monts Werth (908 m), Pierre Lejay (897 m), Trapèze (807 m), Hooker (759 m), Lyall (747 m) ou Moseley (733 m). On peut également signaler, à 652 m d'altitude, les « Créneaux » qui dominent le cirque du Château et les sources de la rivière du même nom.
Au centre de ces montagnes de nature essentiellement basaltique, l'érosion a néanmoins dégagé, aux montagnes Vertes, une zone de roches plutoniques.
Toute cette partie ouest accidentée de la péninsule s'étend le long du golfe des Baleiniers, de la baie Accessible à la baie du Hillsborough. Sur l'autre rive, au sud, le bras Karl Luyken sépare Courbet des îles du golfe du Morbihan et notamment de la plus proche, l'île Haute.
L'ensemble du massif est coupé de part en part par une longue vallée tectonique, le val Studer dont les eaux s'écoulent d'un côté par la rivière du Sud jusqu'entre Molloy et Port-aux-Français, de l'autre côté par la rivière Studer jusqu'à port Elisabeth.

### Région est

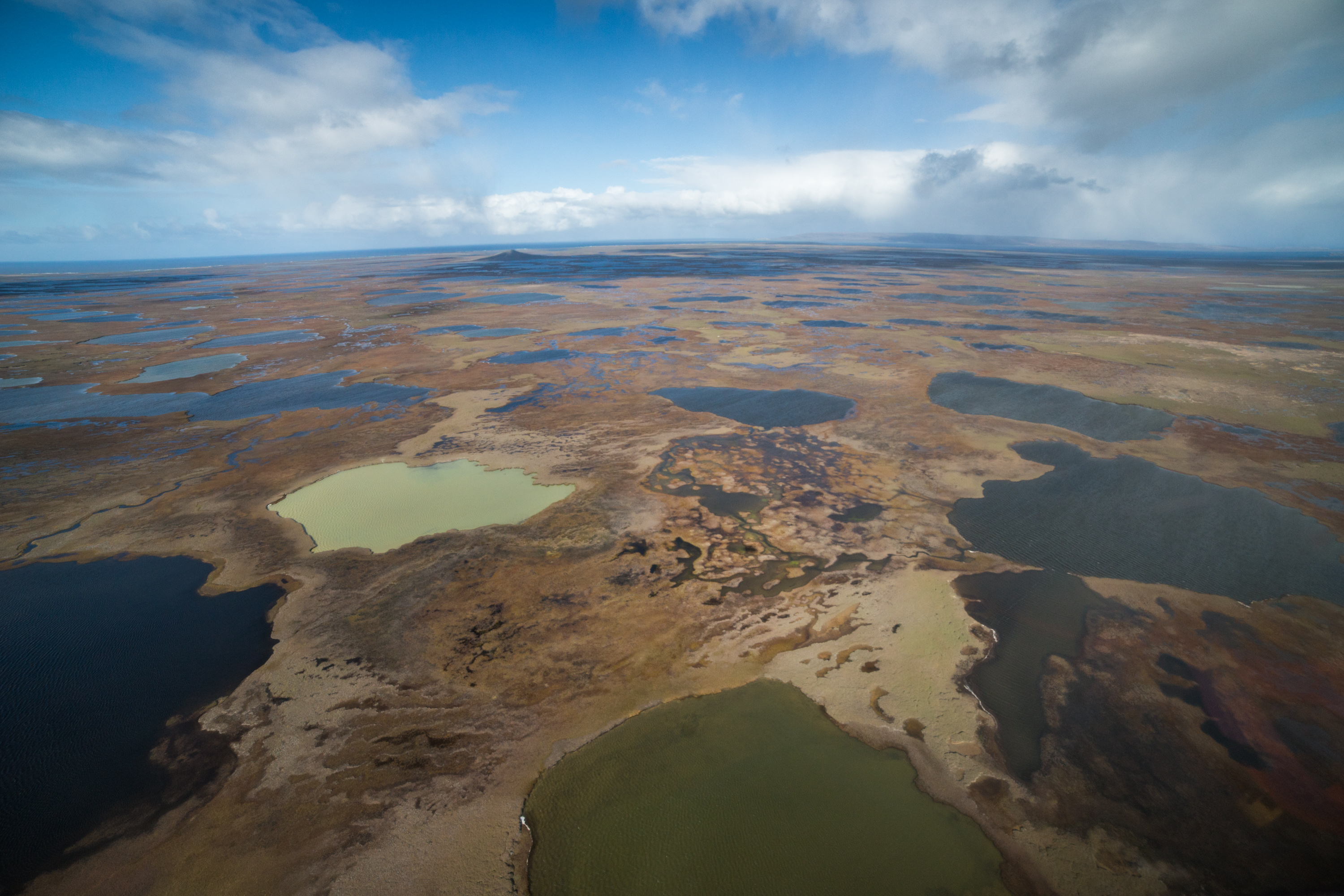
Les étangs de la péninsule Courbet.

À l'est des monts du Château (652 m) et du mont Courbet (500 m), le relief s'abaisse très rapidement. Les collines de Bellevue (228 m) et la Citadelle (176 m) occupent encore un peu le centre de la péninsule Courbet, puis celle-ci devient une vaste plaine d'épandage morainique dont n'émergent que trois reliques volcaniques : le mont Campbell (143 m) au nord, le mont Peeper (187 m) au centre et le mont Bungay (69 m) au sud.
Cette étendue est parsemée de très nombreux étangs comme l'indiquent bien, du nord au sud, les noms de lieux : « les Hautes Mares », « la Camargue », « les Dombes ». La partie nord est un peu surélevée et vallonnée, la partie sud est extrêmement plate et marécageuse. De nombreux cours d'eau drainent cette région jusqu'à la mer : rivières du Château, Norvégienne, des Albatros, du Bungay, des Manchots. Quant à la rivière de l'Est, elle se jette dans un grand lac côtier, le lac Marville.
La péninsule Courbet se prolonge au sud par une extension en forme de L, formée par l'isthme Bas puis le promontoire de la presqu'île du Prince de Galles, enserrant ainsi une baie marine peu profonde, la baie Norvégienne.
Dans le golfe du Morbihan, les terres basses de la péninsule Courbet sont bordées par la baie de l'Aurore australe. Puis longeant la presqu'île du Prince de Galles jusqu'à la pointe Suzanne, le golfe s'ouvre vers l'océan par la Passe Royale, de l'autre côté de laquelle se dresse la presqu'île Ronarc'h.
Remontant ensuite vers le nord et après avoir passé l'entrée de la baie Norvégienne, la façade océanique de Courbet s'étire en une longue côte monotone, marquée par quelques avancées terrestres à peine esquissées : la pointe du Morne, la pointe Charlotte, le cap Ratmanoff (point le plus oriental des Kerguelen), le cap Sandwich, le cap Digby. Enfin, le littoral s'élève en un alignement de petites falaises et s'arrondit nettement pour revenir vers l'ouest jusqu'à la baie Accessible, en passant par le point le plus septentrional de la péninsule, le cap Cotter.

## Faune

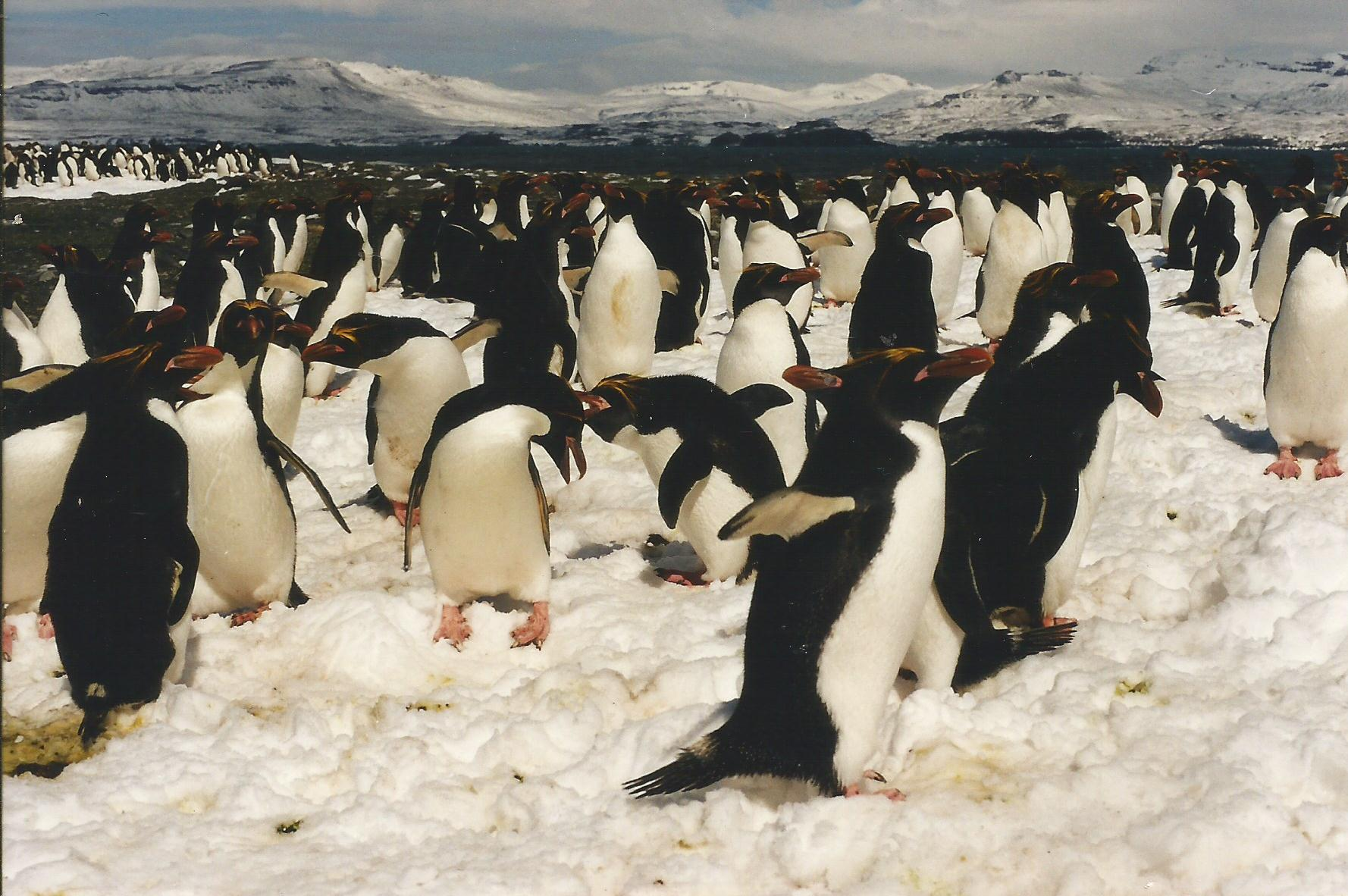
Colonie de gorfous dorés (Eudyptes chrysolophus) au nord de Courbet, aux environs du cap de Chartres, avec au fond la baie Accessible et, sur l'autre rive, les premières hauteurs de la partie montagneuse de la péninsule.

La péninsule Courbet héberge de grandes colonies d'oiseaux : pour certaines espèces, notamment les manchots, il s'agit des plus importantes de l'archipel. C'est aussi dans cette partie des îles Kerguelen que l'on compte la plus grande concentration d'éléphants de mer lors des périodes de reproduction.
Trois grandes rookeries de manchots royaux occupent les plages de part et d'autre du lac Marville, la plus importante près du cap Ratmanoff, les deux autres près du cap Digby. En 1999, l'effectif total était estimé à 179 000 couples reproducteurs.
La côte nord est occupée par une série de manchotières de gorfous dorés dont le nombre total de couples est estimé à 336 000.
L'abondance des étangs fait de la péninsule Courbet le principal territoire de présence des canards d'Eaton. Les recensements effectués semblent montrer une remontée des effectifs depuis la fin des années 1980. Alors que l'on recensait seulement 5 000 couples en 1989, les effectifs en 2015 étaient estimés à plus de 31 000 individus. Les méthodes de comptage laissent cependant une marge d'incertitude très importante (entre 9 800 et 65 500 individus pour que l'intervalle de confiance soit à 95 %).
D'autres espèces abondent également : manchots papous (environ 8 800 couples), pétrels géants (700 à 800 couples), albatros hurleurs (300 couples), sternes des Kerguelen et sternes antarctiques, cormorans des Kerguelen, goélands dominicains, skuas antarctiques, petits chionis. Il existe également quelques colonies de gorfous sauteurs dans les zones d'éboulis rocheux, la plus importante se trouvant au cap Kidder, près de Molloy, dans le golfe du Morbihan, les autres au nord autour du cap Phérivong.
En revanche, toutes les espèces de pétrels fouisseurs ou presque sont absentes de la péninsule Courbet, parce que les sols et la végétation entièrement transformés par la prolifération des lapins ne sont plus propices au creusement de terriers d'oiseaux et parce que les chats, éventuellement les rats et les souris, exercent une pression de prédation contre laquelle la plupart des pétrels ne peuvent se défendre. Aucune étude ne permet cependant de connaître la situation qui existait avant que les mammifères terrestres introduits viennent bouleverser l'écosystème originel.
L'impact des rennes est également important. Introduits en 1955-1956, les rennes s'échappèrent de l'île Haute où ils avaient été cantonnés et traversèrent le bras Karl Luyken à la nage pour se répandre et se multiplier sur la grande Terre. Leurs troupeaux, aujourd'hui présents sur la péninsule Courbet et le plateau Central, comptent plusieurs milliers de bêtes et causent de graves ravages aux coussins d'azorelle et aux lichens.

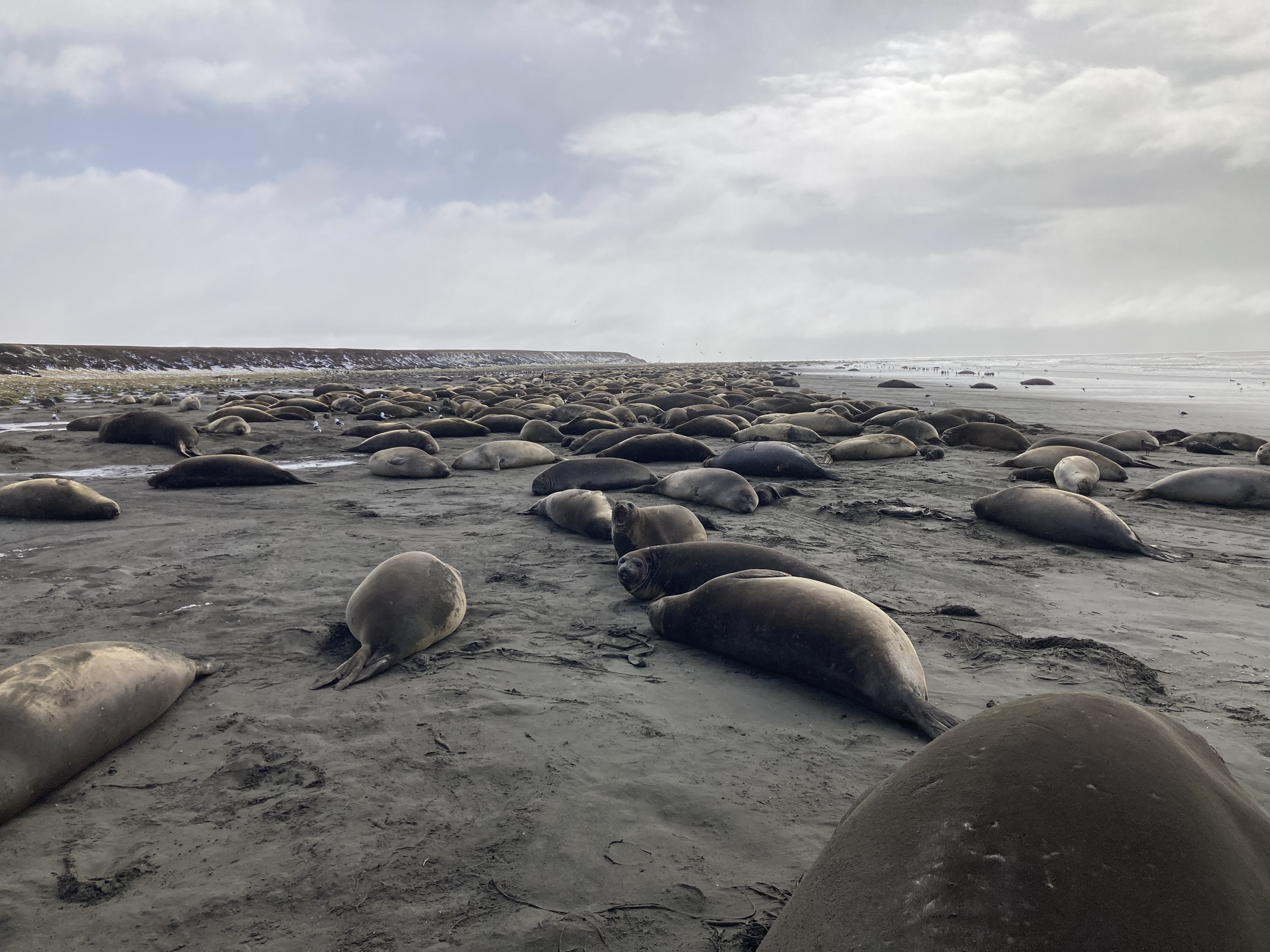
Harems d'éléphants de mer durant la période de reproduction, sur une plage de la côte Est de la péninsule Courbet.

Les seuls mammifères naturellement présents sur ces îles subantarctiques sont les mammifères marins. Chaque année, la population d'éléphants de mer est dénombrée, à l'occasion de la « manip tour Courbet ». Après un fort déclin au cours des années 1960 à 1980, la population s'est stabilisée dans les années 2000 autour de 40 000 femelles reproductrices. Des troupes d'otaries de Kerguelen sont aussi présentes et il n'est pas rare de rencontrer quelques léopards de mer solitaires.
Alors que les rivières de Kerguelen étaient à l'origine vierges de tout poisson, les truites ont colonisé l'ensemble du réseau hydrographique de la péninsule Courbet à la suite de leur introduction entre 1955 et 1962 dans la rivière du Château et la rivière Studer.

## Installations humaines

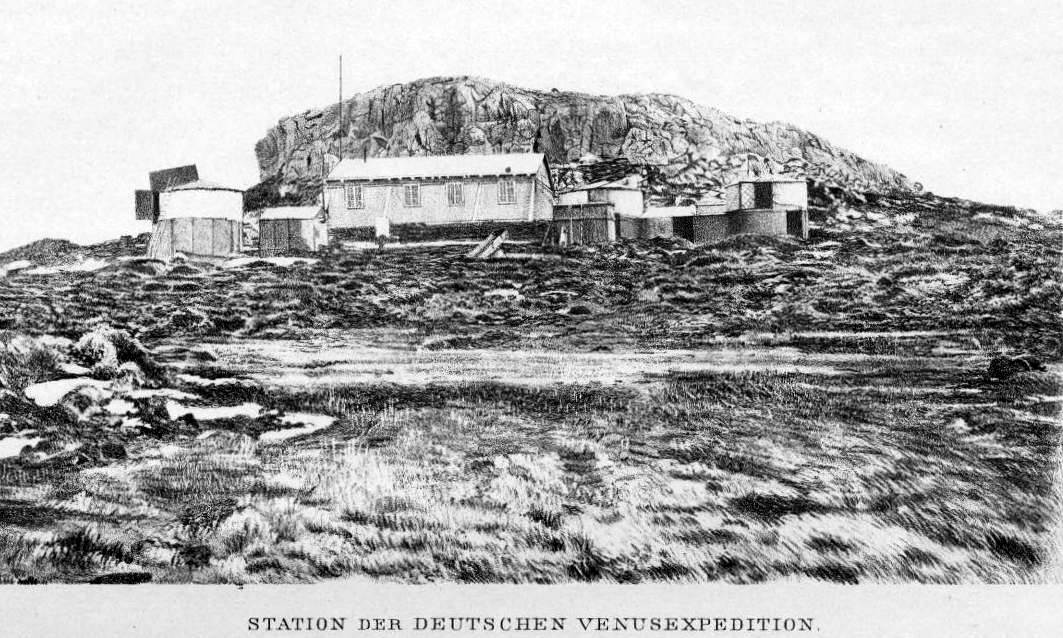
En 1874, la mission astronomique allemande installe un observatoire à l'anse Betsy et nomme la péninsule « Observations Halbinsel ».

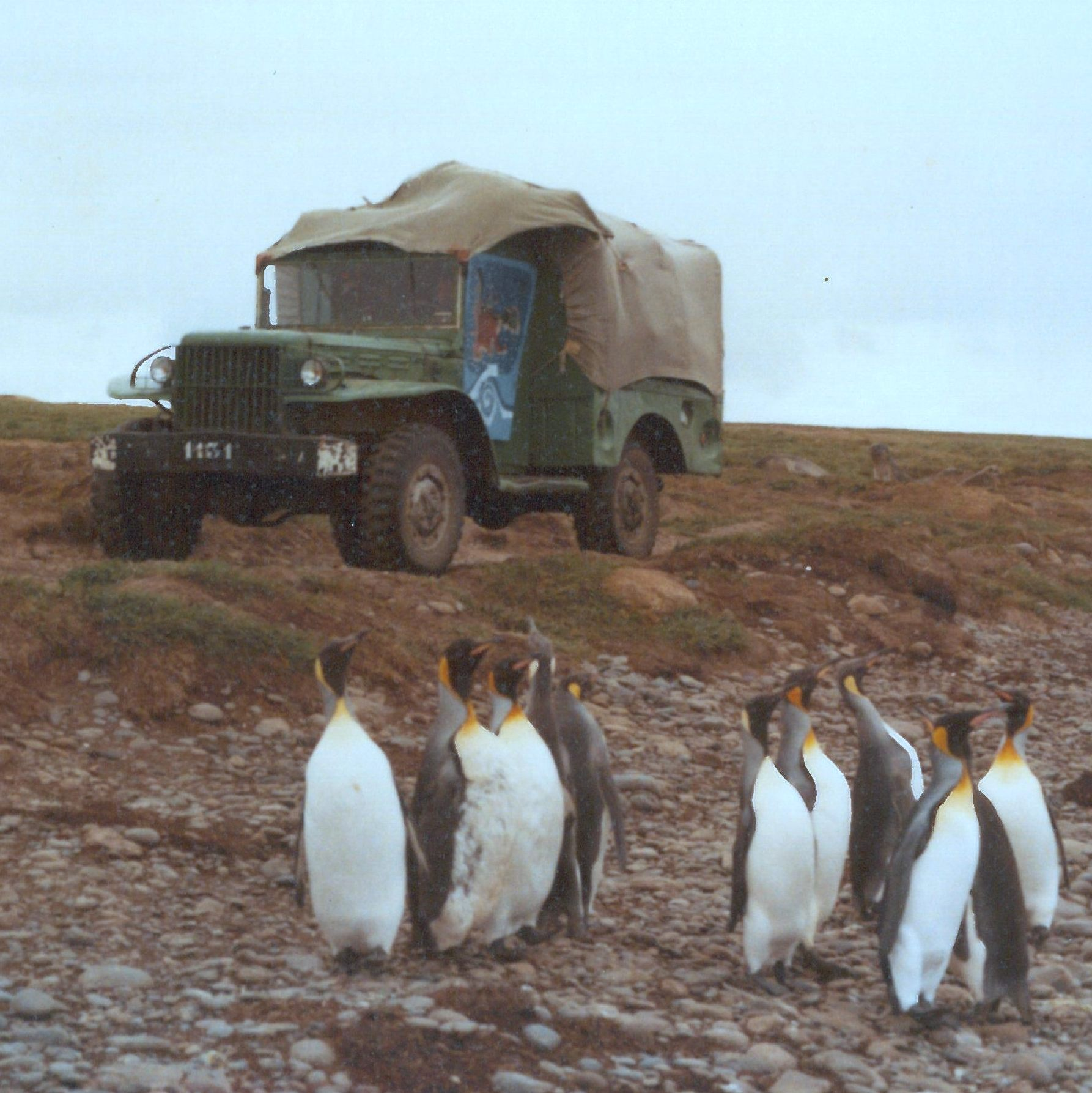
Les déplacements motorisés vers la côte orientale de la péninsule étaient autrefois fréquents (ici en 1983) ; depuis la création de la Réserve naturelle nationale, ils sont désormais strictement réservés aux opérations logistiques indispensables.

Les installations humaines les plus anciennes de Courbet semblent se trouver au nord de la péninsule, près du cap qu'Aubert de la Rüe nomma en 1952 « pointe des Cabanes » pour y avoir trouvé les vestiges de plusieurs constructions faites de blocs rocheux et de bois de navires, témoignages manifestes du passage de chasseurs de baleines.
Dans les années 1825-1827, le naufragé John Nunn et ses trois compagnons aménagent sur le site de l'actuelle pointe Charlotte, une cabane en mottes d'herbe qu'ils baptisent Hope Cottage, le chalet de l'Espoir.
En 1874, une mission astronomique américaine s'installe à la pointe Molloy pour étudier le passage de Vénus devant le Soleil. À la même période, une mission allemande dirigée par le Dr Carl Boergen est déposée par le SMS Gazelle au nord de la péninsule. Le drapeau de l'Empire allemand est hissé le 12 novembre 1874 pour inaugurer l'observatoire astronomique construit à l'anse Betsy.
En 1950, la mission Sicaud implante la station de Port-aux-Français au fond de la baie de l'Aurore australe, près de l'anse de l'Échouage, dans une zone potentiellement favorable à la construction d'un aérodrome.
Entre 1973 et 1981, dans le cadre du programme franco-soviétique FUSOV, 175 fusées-sondes stratosphériques M100 sont lancées depuis un pas de tir proche de Port-aux-Français jusqu'à 90 km d'altitude et retombent dans la plaine de la péninsule Courbet. Ici et là, les queues de leurs fuselages enfoncées tête dans le sol émergent encore de la tourbe ou des graviers.

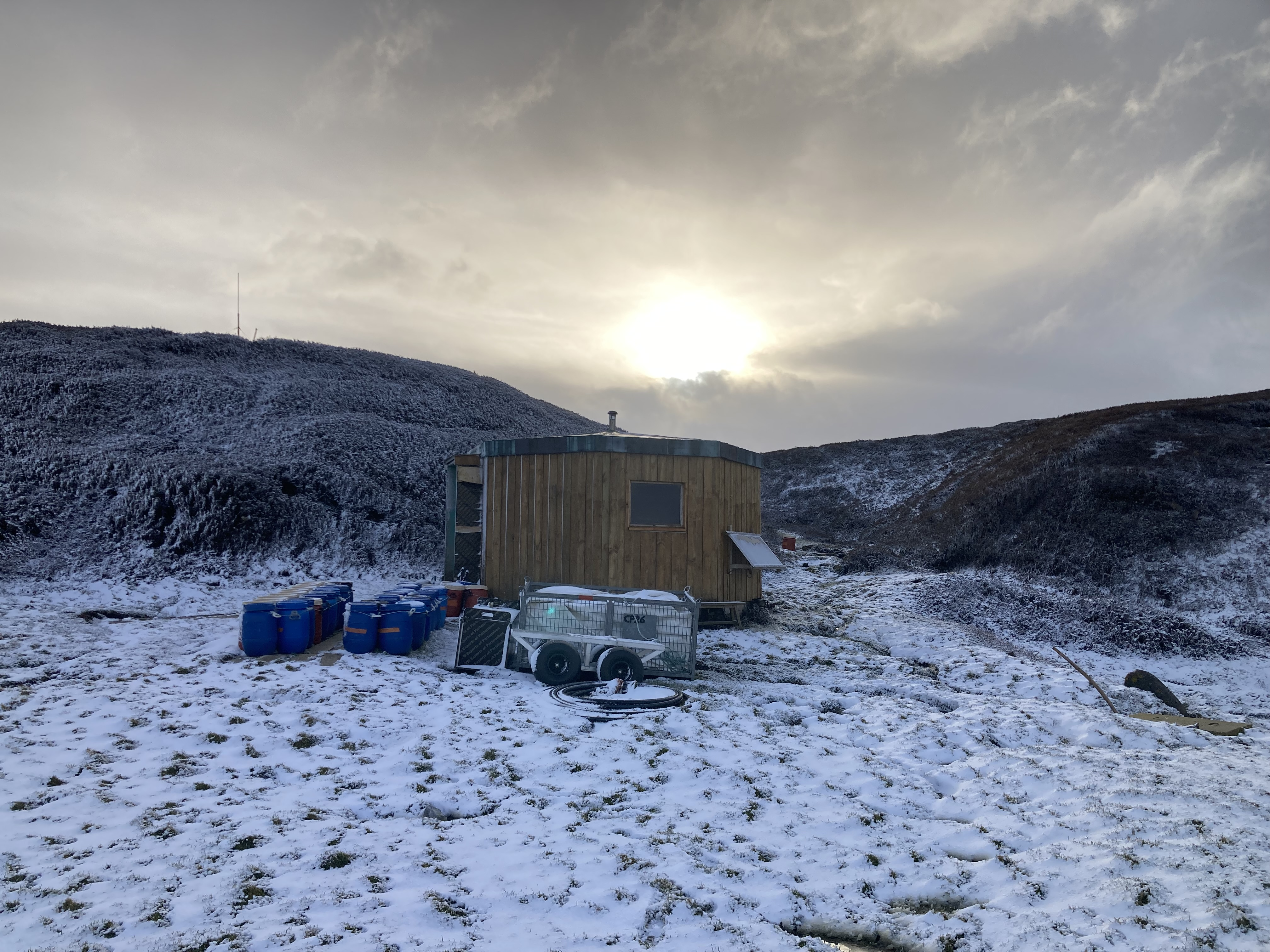
Cabane d'Estacade en hiver

Plusieurs cabanes ont été installées en différents sites de la péninsule Courbet pour abriter les équipements et les opérateurs des programmes de recherche scientifique, d'abord en géophysique (Molloy, Pointe Suzanne), puis en hydrobiologie (Studer, Limnigraphe) et en écologie des populations (Pointe du Morne, Estacade, cap Ratmanoff, cap Cotter, cap Noir, Cataractes, rivière du Nord). Enfin, celle de Port-Raymond et celle de la rivière des Manchots ont été installées pour l'accueil touristique et celle de chez Jacky (remplaçant celle du Limnigraphe) pour la détente des hivernants.
La péninsule Courbet est la seule partie des îles Kerguelen dotée d'un réseau de routes et pistes sommaires : quelques voies bétonnées relient les diverses installations de Port-aux-Français et il est possible de rejoindre en tracteur ou en véhicule tout terrain, les sites du cap Ratmanoff, de pointe Suzanne (à l'extrémité de la presqu'île du Prince de Galles) ou de la cabane Jacky (près de la rivière du Sud). Les déplacements motorisés hors de la base ne sont cependant autorisés qu'exceptionnellement pour certaines opérations logistiques, afin de limiter l'impact sur les milieux naturels.

### Toponymie
Commission territoriale de toponymie et Gracie Delépine (préf. Pierre Charles Rolland), Toponymie des Terres australes et antarctiques françaises, Paris, Territoire des terres australes et antarctiques françaises, 20 août 1973, 433 p. (lire en ligne [PDF])
1. ↑  p. 102, Courbet (Péninsule)
2. ↑  p. 69, Cabanes (Pointe des)

### Autres références
1. ↑  Évalué avec l'outil ACME planimeter sur Google maps (soit à peu près la même étendue que l’ile principale de Guadeloupe)
2. ↑  
Edgar Aubert de la Rüe, Les terres australes, Paris, Presses universitaires de France, coll. « Que sais-je ? », 1967, 2e éd., 126 p., p. 50 + Esquisse topographique dressée en 1952
3. ↑  
Edgar Aubert de la Rüe, Remarques sur la disparition des glaciers de la Péninsule Courbet (Archipel de Kerguelen), TAAF Revue trimestrielle, 1967, no 40.
4. ↑  
Dominique Delarue, « Les Créneaux », sur Voyages aux îles Kerguelen (consulté le 4 juillet 2017)
5. 1 2 3 4 5 6 7  
Institut géographique national, Îles Kerguelen, Carte de reconnaissance au 1:200 000, Paris, 1973
6. 1 2  
André Giret et al., « L'archipel de Kerguelen, les plus vieilles îles dans le plus jeune océan », Géologues, no 137,‎ 2003, p. 15-23 (lire en ligne)
7. ↑  
Edgar Aubert de la Rüe, Une reconnaissance géologique de la péninsule Courbet, archipel de Kerguelen, 1962,
8. ↑  
Dominique Delarue, « Port Elisabeth », sur Voyages aux îles Kerguelen (consulté le 2 juillet 2017)
9. 1 2 3  
Michel Angot, « Notes sur quelques oiseaux de l'archipel de Kerguelen », L'Oiseau et R.F.O., vol. XXIV,‎ 1954, p. 123-127 (lire en ligne)
10. 1 2 3 4 5  (en) « Important Bird Areas factsheet: Péninsule Courbet », BirdLife International, 2017 (consulté le 2 juillet 2017)
11. ↑  
(en) Simon Chamaillé-Jammes, Christophe Guinet, Frédéric Nicoleau et Marie Argentier, « A method to assess population changes in king penguins: the use of a Geographical Information System to estimate area-population relationship », Polar biology, Springer-Verlag, no 23,‎ 2000, p. 245-249 (lire en ligne)
12. 1 2  
Réserve naturelle des terres australes françaises, Bilan d'activité 2015 : Plan de gestion 2011-2015, TAAF, 2016 (lire en ligne), p. 22
13. ↑  
« La réserve naturelle nationale des terres australes françaises, candidature pour la classement au patrimoine mondial de l'UNESCO », Réserve naturelle nationale des Terres australes françaises, TAAF, mars 2017 (consulté le 8 juillet 2017)
14. ↑  (en) « Antarctic islands in the southern Indian Ocean », WWF, 2017 (consulté le 8 juillet 2017)
15. ↑  
« Le tour Courbet de la mort », sur Alex aux Kerguelen, 2010 (consulté le 5 juillet 2017)
16. ↑  
Mathieu Authier, L’écologie en mer des Éléphants de mer austraux au travers des isotopes stables du carbone et de l’azote (thèse de doctorat en sciences de l'environnement), HAL, 16 janvier 2012 (lire en ligne), p. 30-31
17. ↑  
« L’invasion d’une île de l’hémisphère sud par des poissons venus du Nord », INRA (consulté le 8 juillet 2017)
18. ↑  
Patrick Davaine et Edward Beall, « Introduction de salmonidés en milieu vierge (îles Kerguelen, subantarctique) : enjeux, résultats, perspectives », Bulletin français de la pêche et de la pisciculture, Conseil supérieur de la pêche, nos 344/345,‎ 1997, p. 93-110 (lire en ligne)
19. ↑  
(en) Narrative of the wreck of the « Favorite » on the island of Desolation detailing the adventures, sufferings and privations of John Nunn, Londres, W.B. Clarke, M.D., 1850 (lire en ligne)
20. ↑  
(de) Die Forschungsreise S.M.S. "Gazelle" in den Jahren 1874 bis 1876 unter Kommando des Kapitän zur See Freiherrn von Schleinitz : herausgegeben von dem Hydrographischen Amt des Reichs-Marine-Amts., vol. I : Der Reisebericht, Berlin, Ernst Siegfried Mittler und Sohn, 1889 (lire en ligne), p. 82
21. ↑  
Yann Libessart, « L'archipel sans goulag », sur Les manchots de la République (consulté le 4 juillet 2017)
22. ↑  
Bruno Marie, « Fusov, Kerguelen » (consulté le 4 juillet 2017)
23. ↑  
Stéphanie Légeron et Bruno Marie (préf. Nicolas Hulot, photogr. S. Légeron & B. Marie), Les terres australes et antarctiques françaises : Escales au bout du monde, La Montagne, La Réunion, Éditions Insulae, 2016, 448 p. (ISBN 979-10-95523-10-9, présentation en ligne), p. 316-317
24. ↑  
Véronique Mérour, « Un long week-end de vendredi 13 », sur Kerguelen ,une année sur le seuil du bout du monde, 2012 (consulté le 4 juillet 2017)

### Localisation des cabanes
« Positionnement des cabanes dans les îles subantarctiques », Institut polaire français Paul-Émile-Victor (consulté le 24 juin 2018)
1. ↑  Maison de Molloy 49° 21′ 36,6″ S, 70° 03′ 49,5″ E
2. ↑  Cabanes de pointe Suzanne, haut 49° 26′ 11,4″ S, 70° 25′ 13,5″ E et bas 49° 26′ 18″ S, 70° 26′ 31,7″ E
3. ↑  Cabane du val Studer 49° 17′ 16,3″ S, 70° 02′ 54,1″ E
4. 1 2  
Cabane « chez Jacky » (sur l'emplacement de l'ancienne cabane du Limnigraphe)49° 19′ 22,1″ S, 70° 07′ 53,7″ E
5. ↑  Cabane de Morne (photo) 49° 22′ 45,1″ S, 70° 26′ 26,5″ E
6. ↑  Cabane d'Estacade 49° 16′ 13,9″ S, 70° 32′ 30,6″ E
7. ↑  Cabanes du Guetteur 49° 13′ 38,6″ S, 70° 31′ 53,6″ E près du cap Ratmanoff
8. ↑  Cabane du cap Cotter 49° 03′ 28,3″ S, 70° 18′ 17,6″ E
9. ↑  Cabane de cap Noir 49° 04′ 17,3″ S, 70° 26′ 50″ E
10. ↑  Cabane de la rivière des Cataractes 49° 09′ 07,5″ S, 70° 13′ 53,7″ E
11. ↑  Cabane de la rivière du Nord 49° 10′ 38,6″ S, 70° 08′ 17,4″ E
12. ↑  Cabane de Port-Raymond 49° 20′ 20,7″ S, 69° 49′ 18,8″ E
13. ↑  Cabane de la rivière des Manchots 49° 13′ 39,4″ S, 70° 31′ 54,5″ E